# Морозово (Белгородская область)
Морозово — село в Губкинском городском округе Белгородской области. Административно подчинено Никаноровской территориальной администрации.
Село Морозово расположено примерно в 26 км к юго-западу от города Губкин. У села Морозово берёт начало река Сейм.
По данным Всероссийской переписи населения 2010 года, в селе проживало 565 человек (271 мужчина и 294 женщины).

## Население
| 2002 | 2010 | 2011 | 2013 | 2015 | 2016 |
| ---- | ---- | ---- | ---- | ---- | ---- |
| 558  | ↗565 | ↗584 | ↘558 | ↗564 | ↘556 |

## Инфраструктура
В селе Морозово есть дом культуры, капитально отремонтированный в 2009—2012 годах. Имеется детский сад и школа.
В селе есть кладбище.